# Мадагаскарска боа
Мадагаскарска боа (Acrantophis madagascariensis) је гмизавац из подфамилије Sanziniinae и реда Squamata, ендемска врста острва Мадагаскар.
Тренутно није препозната ниједна подврста.

## Опис
Одрасле женке могу бити дугачке до 3 метра, мужјаци су обично мањи, просечна дужина је 2,4 м. Ово је највећа врста змија пронађена на острву Мадагаскар. Acrantophis madagascariensis, као и други у породици, убијају свој плен стезањем.
Узорак боја састоји се од бледо црвенкасто-браон основне боје помешане са сивом, прекривеном шаром ромбова оцртаних црном или браон бојом. Понекад ово ствара нејасан цик-цак утисак. Бочне стране су шарене низом црних јајоликих ознака са црвенкастим мрљама, често оивичених или у центру беле боје.

## Угроженост
Тренутне претње могу укључивати крчење шума, раст људске популације, пољопривредни и индустријски развој и прикупљање за илегалну трговину кућним љубимцима. И поред локалне угрожености, ова врста није у опасности. и практично има мали ризик у погледу угрожености од изумирања.

## Распрострањење
Ареал врсте је ограничен на једну државу. 
Мадагаскар је једино познато природно станиште Мадагаскарске бое.

## Станиште
Врста Acrantophis madagascariensis је присутна на подручју острва Мадагаскар. Јавља се у централним, северним и западним деловима острва.

## Понашање
Врста се скрива у јазбинама сисара, обореном дрвећу, гомилама отпада и сличним местима која нуде одређену заштиту. Мировање се дешава током хладних и сувих зимских месеци, обично од маја до јула.

## Статус угрожености
Acrantophis madagascariensis је класификована као најмање угрожена на Црвеној листи угрожених врстаМеђународној унији за заштиту природе од 2011. године. Раније је била класификована као угрожена; то значи да је уочено, процењено, претпостављено или сумњиво смањење популације од најмање 20% у последњих 10 година или три генерације, која год да је дужа, на основу опадања попуњености територије, обима појаве и/или квалитета станишта, а на основу стварних или потенцијалних нивоа експлоатације.
Врста је последњи пут процењена 2011.
Комерцијална међународна трговина је забрањена, а некомерцијална трговина регулисана.